# Bergendries
Bergendries is een wijk in de Belgische stad Lokeren. De wijk ligt ten noorden van het stadscentrum aan het Daknamstadion, waar thuiswedstrijden van KSC Lokeren-Temse plaatsvinden. De wijk grenst aan de deelgemeente Daknam.

## Geschiedenis
De naam is een samenstelling van berg, of hoogte, en dries. Oude vermeldingen van deze naam dateren uit 1571 als "berghen drieschs".
De plaats is al eeuwenlang een landelijk gebied. Van west naar oost werd het doorsneden door de heerweg lopende van Gent naar Antwerpen. In het westen stak die weg de Durme over in Heirbrug. De Ferrariskaart uit de jaren 1770 toont het landelijk gebied ten noorden van Lokeren en de Durme en verder oostwaarts het gehucht Carestraete langs de huidige Karrestraat en ook de naam Kop Capelle op het kruispunt van de Karrestraat en de Oude Heerweg.
Ook de Atlas der Buurtwegen uit het midden van de 19de eeuw toont vooral bebouwing in het oostelijk deel van het gebied, langs de Karrestraat, en slechts weinig bebouwing net ten noorden van Lokeren. Door dit onbebouwde gebied werd rond 1846 de spoorlijn Gent-Antwerpen gelegd, die net ten noorden van de Durme loopt. Het station van Lokeren werd dan ook hier geopend. Rond 1856 vertrok in zuidelijke richting ook een spoorlijn naar Dendermonde en rond 1867 werd het gebied ook in zuid-noordrichting doorsneden door een aftakking naar Moerbeke. Het station trok nijverheid aan en er ontwikkelde zich een stationswijk, zodat het stadscentrum van Lokeren nu in noordelijke richting uitbreidde, over de Durme.
De stationswijk groeide verder uit in de tweede helft van de 19de eeuw. In 1899 werd een nieuwe Kopkapel gebouwd. In de loop van de 20ste eeuw groeiden de stationswijk en gehucht rond de Kopkapel verder uit tot een grote noordelijke wijk van Lokeren. Door de bevolkingsaangroei na de Tweede Wereldoorlog werd de wijk een zelfstandige parochie, gewijd aan Onze-Lieve-Vrouw Hulp der Christenen. In 1955 werd een voorlopige noodkerk opgetrokken, tot de bouw van een modernistische kerk op het eind van de jaren 60.

## Bezienswaardigheden
- het voormalig Kasteel Van Duyse-Blanchaert en later vredegerecht, met de bijhorende kapel, gewijd aan het Heilig Hart

## Verkeer en vervoer
Van west naar oost loopt door de wijk de steenweg N70 van Gent naar Antwerpen. Vanuit Bergendries loopt de weg van Lokeren naar Daknam.
In de wijk bevindt zich het Station Lokeren, aan de spoorlijnen 59 (Gent-Antwerpen) en 57 (Lokeren-Aalst).
Deelgemeenten: Daknam · Eksaarde · Lokeren · Moerbeke

Dorpen: Doorslaar · Heiende · Koewacht · Kruisstraat · Oudenbos

Gehuchten: Brandbezen · Bautschoot · Briel · Calaigne · Caudenborm · De Katte · Den Oever · Duivekeet · Eksaardedam · Everslaar · Fortuine · Ganzendries · Lammeken · Heydensveer · Hillare · Hul · Keerken · Keersmakers · Molenhoek · Molsbergen · Naastveld ·  Nieuwpoort · Oosteindeke · Pereboom · Rijssel · Rode Sluis · Scheepken · Staakte · Stenenbrug · Terwest · Turfakkers · Veldeken · Vogelzang · Vossel · Werkstede · Westhoek · Zeveneekskens · Zwarte Sluis

Wijken: Bergendries · Bokslaar · Bloemenwijk · De Kop · Flamigantenwijk · Ledehof · Heirbrug · Lokeren-Zuid · Puttenen · Rozen · Schrijverswijk · Spoele · Stationswijk · Vogelkwijk

Buurten: Kouter · Oude Brug · 't Zand

Belgische gemeenten · Arrondissement Sint-Niklaas · Oost-Vlaanderen · Vlaanderen